# Bulbophyllum mulderae
Bulbophyllum mulderae är en orkidéart som beskrevs av Jaap J. Vermeulen. Bulbophyllum mulderae ingår i släktet Bulbophyllum och familjen orkidéer. Inga underarter finns listade i Catalogue of Life.